# Wonder Boys
Wonder Boys (br: Garotos Incríveis) é um filme de drama nipo-teuto-britânico-estadunidense dirigido por Curtis Hanson.
O filme teve estreia nos Estados Unidos no dia 25 de fevereiro de 2000. Porém devido à fraca bilheteria do filme nos cinemas, a Paramount Pictures fez um relançamento no dia 8 de novembro de 2000, com o objetivo de atrair mais espectadores

## Sinopse
O professor Grady Tripp é um romancista que ensina escrita criativa em uma universidade de Pittsburgh sem nome. Ele está tendo um caso com a chanceler da universidade, Sara Gaskell, cujo marido, Walter, é o presidente do departamento de inglês em que Grady é professor. A terceira esposa de Grady, Emily, acaba de deixá-lo, e ele não conseguiu repetir o grande sucesso de seu primeiro romance, publicado anos antes. Ele continua trabalhando em uma segunda novela, mas quanto mais ele tenta terminar, menos ele consegue inventar um final satisfatório. O livro corre para mais de duas mil e meia páginas e ainda está longe de terminar. Ele gasta seu tempo livre fumando maconha .
Os estudantes de Grady incluem James Leer e Hannah Green. Hannah e James são amigas e escritores muito bons. Hannah, que aluga um quarto na grande casa de Grady, é atraída por Grady, mas ele não responde. James é enigmático, silencioso, escuro e gosta de escrever ficção mais do que ele primeiro deixa.
Durante uma festa na casa de Gaskells, Sara revela a Grady que está grávida de seu filho. Grady encontra James de pé afastado segurando o que ele diz ser uma réplica de armas, ganhou por sua mãe em um recinto de feiras durante os seus dias escolares. No entanto, a arma acaba por ser muito real, quando James dispara o cão do Gaskells quando ele acha que ataca Grady. James também rouba uma peça muito valiosa de Marilyn Monroememorabilia da casa. Grady não consegue dizer a Sara desse incidente, pois está pressionando ele para escolher entre ela e Emily. Como resultado, Grady é forçado a manter o cão morto no porta-malas do seu carro durante a maior parte do fim de semana. Ele também permite que James o acompanhe, temendo que ele esteja deprimido ou mesmo suicídio. Gradualmente, ele percebeu o que James diz a ele sobre si mesmo e sua vida é falsa, e aparentemente foi projetada para provocar a simpatia de Grady.
Enquanto isso, o editor de Grady, Terry Crabtree, viajou para a cidade com a pretensão de participar do WordFest anual da universidade, um evento literário para os aspirantes a autores. Na realidade, Terry está lá para ver se Grady escreveu algo que vale a pena publicar, uma vez que as carreiras dos dois homens dependem do próximo livro de Grady. Terry chega com uma travesti que conheceu no voo, chamada Antonia "Tony" Sloviak. O par aparentemente se tornou íntimo em um quarto na festa de Gaskells, mas, imediatamente depois, Terry conhece James e fica apaixonado por ele, e Tony é enviada sem cerimônia para casa. Depois de uma noite na cidade, Terry e James se mexeram intimamente durante toda a noite,
Cansado e confuso, Grady telefona a Walter e revela-lhe que ele está apaixonado por Sara. Enquanto isso, Walter também fez a conexão entre o desaparecimento de memorabilia de Marilyn Monroe e James. Na manhã seguinte, a Polícia de Pittsburghchegar com Sara para escoltar James para o escritório do chanceler para discutir as ramificações de suas ações. A memorabilia ainda está no carro de Grady, o que tem desaparecido. O carro lhe foi dado por um amigo como pagamento por um empréstimo e, durante o fim de semana, Grady chegou a suspeitar que o carro foi roubado. Ao longo de sua viagem pela cidade, um homem alegando ser o verdadeiro proprietário do carro repetidamente abordou Grady. Ele eventualmente rastreia o carro, mas em uma disputa sobre sua propriedade, a maioria de seu manuscrito sopra do carro e está perdido. O proprietário do carro dá-lhe um passeio para a universidade com sua esposa, Oola, no banco do passageiro, com as recordações roubadas.
Grady finalmente vê que fazer coisas corretas implica ter que fazer escolhas difíceis. Grady conta a Oola a história por trás das memorabilia e permite que ela saia com ela. Preocupado com a escolha de Grady às expensas de prejudicar o futuro de James, Terry convence Walter a não pressionar as acusações ao aceitar publicar seu livro, "uma exploração crítica da união de Joe DiMaggio e Marilyn Monroe e sua função nas mitopoéticas americanas ", titulado tentativamente O último casamento americano .
O filme termina com Grady relatando o destino final dos personagens principais - Hannah se gradua e se torna um editor de revista; James não foi expulso, mas abandona e se muda para Nova York para reformular seu romance para publicação; e Terry Crabtree "vai direto ao ser Crabtree". Grady termina digitando seu novo livro (agora usando um computador em vez de uma máquina de escrever), que é uma conta dos eventos do filme, então assiste Sara e seus filhos chegando em casa antes de voltar ao computador e clicar em "Salvar".

## Elenco
- Michael Douglas - Professor Grady Tripp
- Tobey Maguire - James Leer
- Frances McDormand - Chancellor Sara Gaskell
- Katie Holmes - Hannah Green
- Rip Torn - Quentin "Q" Morewood
- Robert Downey Jr. - Terry Crabtree
- Richard Thomas - Walter Gaskell
- Richard Knox - Vernon Hardapple
- Jane Adams - Oola
- Alan Tudyk - Sam Traxler
- George Grizzard - Fred Leer
- Kelly Bishop - Amanda Leer
- Philip Bosco - Emily's father
- Michael Cavadias - Miss Antonia "Tony" Sloviak

## Prêmios e nomeações
- Ganhou o Óscar de Melhor Canção Original ("Things have changed"), além de ter recebido mais duas nomeações, nas seguintes categorias:
  - Melhor Argumento Adaptado
  - Melhor Edição
- Ganhou o Globo de Ouro de Melhor Canção Original ("Things have changed"), além de ter sido nomeado em outras três categorias:
  - Melhor Filme – Drama
  - Melhor Actor em Drama (Michael Douglas)
  - Melhor Argumento